# José Ignacio Mesa
José Ignacio Mesa Betancur (Envigado, 17 de junio de 1966) es un político y abogado colombiano del partido Cambio Radical, hijo del dirigente liberal Jorge Mesa, fundador del directorio liberal de Envigado. En mayo de 2025 la Corte Suprema de Justicia lo condenó a seis años y tres meses de prisión tras haberlo hallado culpable de colaborar con los grupos criminales Oficina de Envigado y Autodefensas Unidas de Colombia entre 1994 y 2006 utilizando su posición como servidor público para favorecer los intereses de dichas organizaciones ilegales.
Se ha desempeñó como Diputado de la asamblea de Antioquia, alcalde de Envigado, Senador de Colombia y desde 2010 hasta 2018 se desempeñó como Representante a la Cámara por Antioquia, siendo uno de los líderes políticos más importantes del departamento.

## Biografía
Hijo de Jorge Mesa, concejal y alcalde de Envigado y quien fuera el fundador del llamado Departamento de Seguridad y Control, un organismo cívico de seguridad vecinal que terminó convirtiéndose en un grupo armado al servicio de Pablo Escobar ejecutando crímenes a nombre del capo del narcotráfico.
Es Abogado de la Universidad de Medellín, especialista en Gobierno Público y Alta Gerencia de la misma universidad. Inició su vida política en el concejo municipal de Envigado y posteriormente fue elegido diputado de la Asamblea Departamental de Antioquia para el periodo 1991-1994.
Fue elegido alcalde de su municipio natal y terminando su mandato aspiró al Senado de la República de Colombia, donde obtuvo un escaño desde 1998 hasta 2006, llegando a ser Vicepresidente primero. En 2010 aspira a la Cámara de Representantes de Colombia y posteriormente en 2014, obtiene la reelección para su curul, con un total de 23.829 votos.
En el 2018 aspiró nuevamente a la Cámara de Representantes de Colombia, resultando elegido una vez más para otro período como congresista. Sin embargo, el Consejo de Estado de Colombia anuló su elección, por lo que su curul fue asumida por Mauricio Parodi Díaz.   
El 18 de junio de 2019, fue condecorado con la Orden de la Democracia Simón Bolívar, por los años de servicio que ha dedicado al país.

## Alianza con grupos paramilitares
José Ignacio Mesa, siguiendo los pasos de su padre quien fue acusado en los años 1990 de colaborar con el crimen organizado para entonces liderado por Pablo Escobar, fue hallado culpable en mayo de 2025 de haber sido colaborador de las estructuras armadas conocidas como la Oficina de Envigado y las AUC de los cuales se benefició para sus aspiraciones políticas y asu vez puso al servicio de la agrupación ilegal su acción como funcionario público. Dicha condena se derivo de los testimonios de paramilitares como Diego Fernando Murillo Bejarano y Juan Carlos, "El Tuso", Sierra.
Su abogado pidió a la corte sustituir la pena intramural por pena domiciliaria, pero la Corte le negó la solicitud.